# Kodina
Kodina, Koděma, Kandina nebo Kejdina (rusky Кодина, Кодема, Кандина nebo Кейдина) je řeka v Archangelské oblasti v Rusku. Je dlouhá 183 km. Plocha povodí měří 2700 km².

## Průběh toku
Ústí zprava do Oněgy.

## Vodní režim
Zdrojem vody jsou převážně sněhové srážky. Průměrný roční průtok vody ve vzdálenosti 86 km od ústí činí 20 m³/s. Zamrzá v listopadu a rozmrzá květnu.

## Využití
Je splavná pro vodáky.